# Zákon o zajištění dalších podmínek bezpečnosti a ochrany zdraví při práci
Zákon o zajištění dalších podmínek bezpečnosti a ochrany zdraví při práci zapracovává příslušné předpisy Evropských společenství, upravuje v návaznosti na zákoník práce další požadavky bezpečnosti a ochrany zdraví při práci v pracovněprávních vztazích a zajištění bezpečnosti a ochrany zdraví při činnosti nebo poskytování služeb mimo pracovněprávní vztahy.

## Systematika zákona
- Část první: Další požadavky bezpečnosti a ochrany zdraví při práci v pracovněprávních vztazích (§ 1–11)
  - Hlava I: Požadavky na pracoviště a pracovní prostředí, výrobní a pracovní prostředky a zařízení, organizaci práce a pracovní postupy a bezpečnostní značky (§ 1–6)
  - Hlava II: Předcházení ohrožení života a zdraví (§ 7–8)
  - Hlava III: Odborná způsobilost a zvláštní odborná způsobilost (§ 9–11)
- Část druhá: Zajištění bezpečnosti a ochrany zdraví při činnosti nebo poskytování služeb mimo pracovněprávní vztahy (§ 12–13)
- Část třetí: Další úkoly zadavatele stavby, jejího zhotovitele, popřípadě fyzické osoby, která se podílí na zhotovení stavby, a koordinátora bezpečnosti a ochrany zdraví při práci na staveništi (§ 14–18)
- Část čtvrtá: Společná, přechodná a závěrečná ustanovení (§ 19–24)
  - Hlava I: Společná ustanovení (§ 19–21)
  - Hlava II: Přechodná a závěrečná ustanovení (§ 22–24)